# Tom Price
Tom Price é uma cidade na região de Pilbara, no estado australiano da Austrália Ocidental, é uma cidade de mineração. A cidade tem localização serrana é que possui maior altitude - 747 m - em toda a Austrália Ocidental, recebendo em função disso o apelido de "Top Town in WA".

## Localização
Primariamente uma cidade que vive em função da exploração de minério de ferro, na mina de Mount Tom Price, situada a aproximadamente 5 km da localidade, sob a administração da gigante mineradora Rio Tinto. A população da localidade é de 2 721 habitantes e idade média de 29 anos, refletindo a natureza de ser habitada por mais famílias que em outras localidades com atividades de mineração. O nome da cidade é uma homenagem a Thomas Moore Price, vice-presidente da companhia norte-americana de aço Kaiser Steel. Tom Price é a cidade mais próxima ao Parque Nacional de Karijini e é atendida pelo aeroporto de Paraburdoo.

## Turismo
Situada na região de Pilbara, Tom Price está próxima a muitas atrações populares, incluindo o Parque Nacional de Karijini, Millstream, Wittenoom e o Monte Nameless. A temporada turística vai de maio a outubro. Isto ocorre em função do calor durante o verão australiano e dos ciclones, que ocorrem irregularmente no período de outubro a abril.

## Galeria

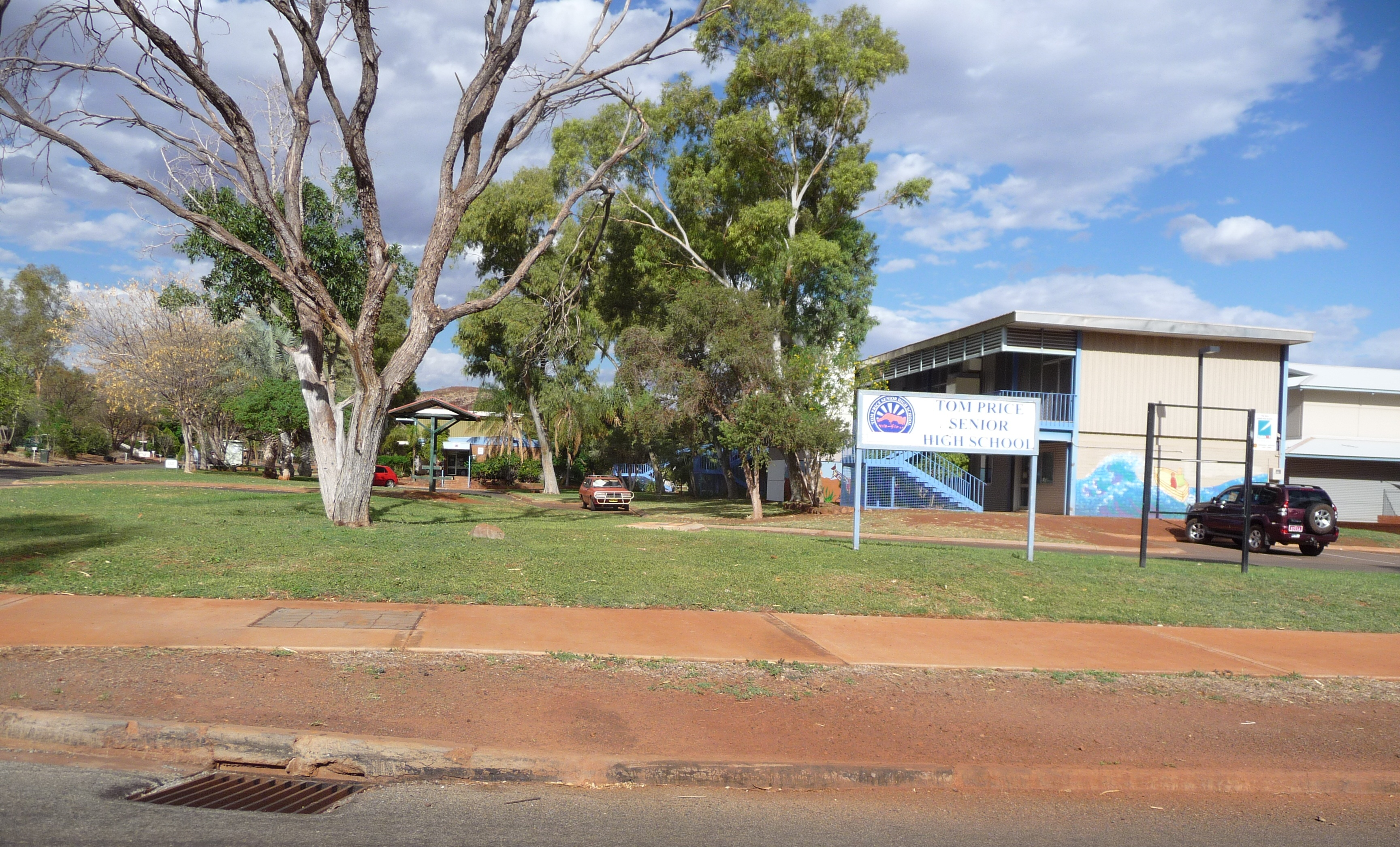
Tom Price Senior High School
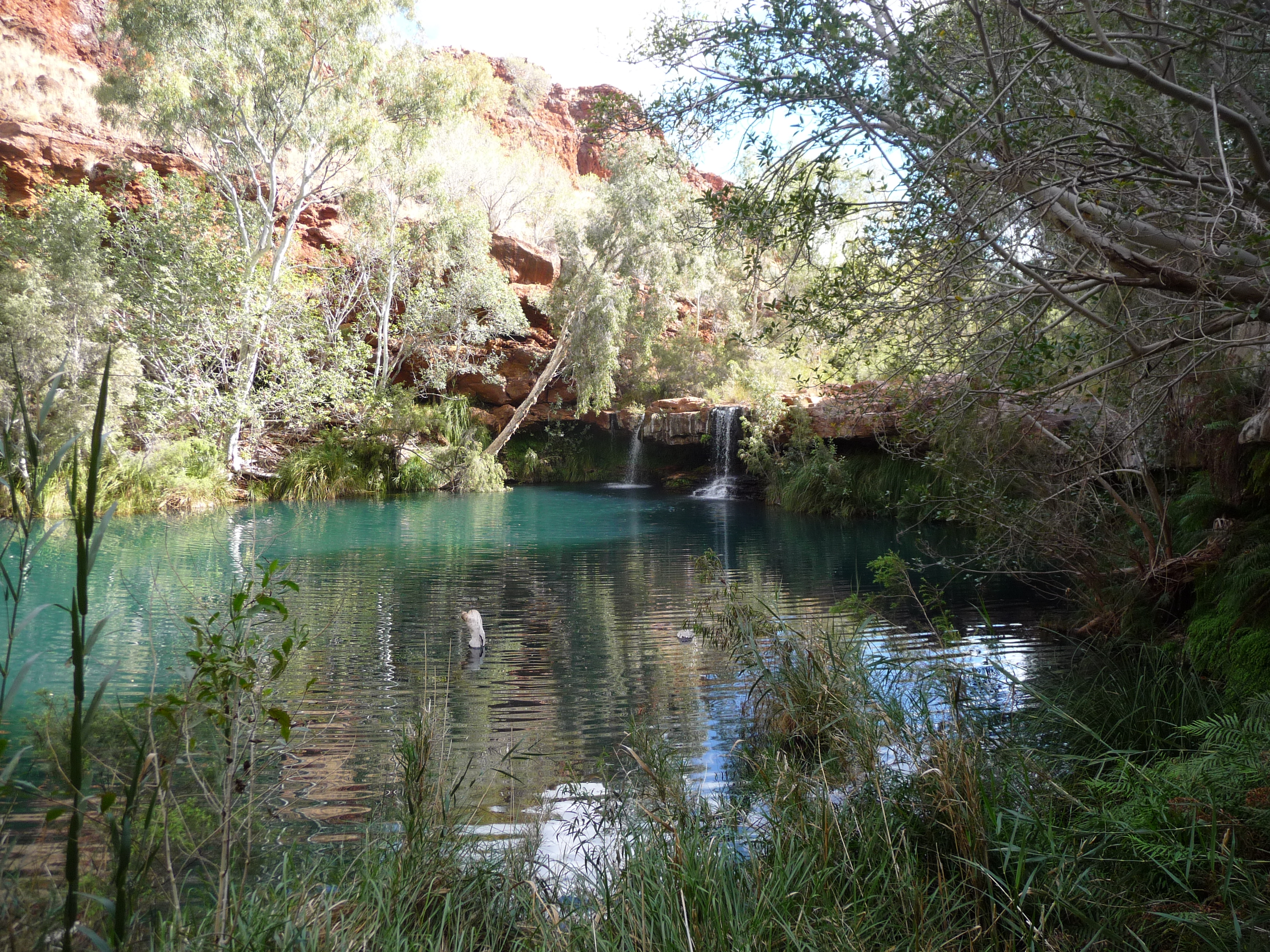
a piscina natural Fern, no Parque Nacional de Karijini é uma atração popular entre os turistas
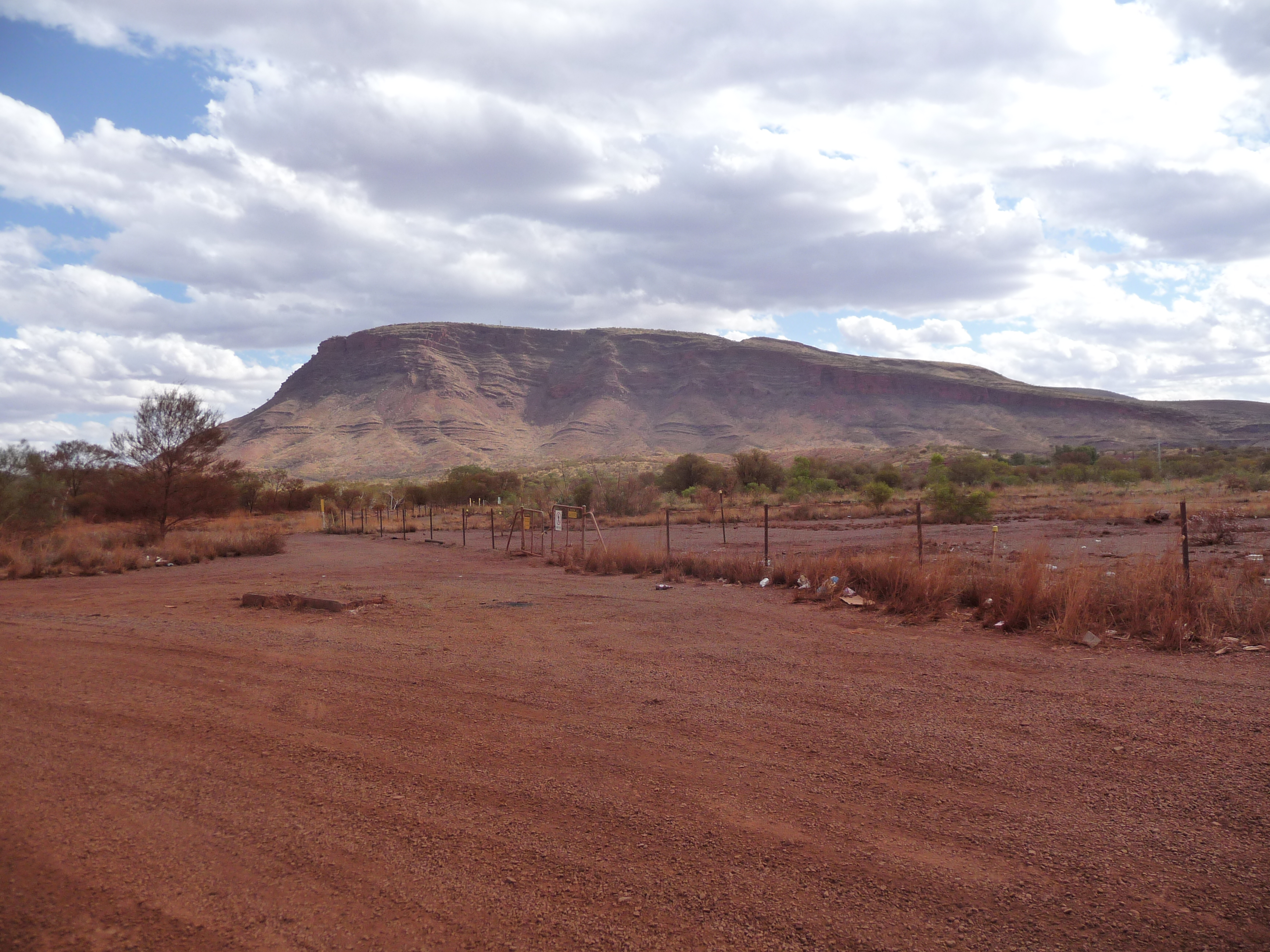
O Monte Nameless ("sem nome"), o segundo pico mais alto da Austrália Ocidental com acesso a veículos (depois do Monte Meharry, está situado em Tom Price.